# 第8回ジャパンカップダート
第8回ジャパンカップダート（だい8かいジャパンカップダート）は、2007年11月24日に東京競馬場で行われた競馬の競走である。

## レース概要
2008年の第9回より阪神競馬場で開催されることになっており、創設以降東京競馬場のダート2100mでは今回が最後となった。

## レース施行前の状況
10月27日の第12回武蔵野ステークス出走組からは、優勝馬のエイシンロンバードをはじめ3頭、10月31日の第7回JBCクラシック出走組からは優勝馬のヴァーミリアンをはじめ5頭が参戦した。
地方からは、前述の第7回JBCクラシックで2着だったフリオーソが参戦した。
海外からは、アメリカ合衆国からオーサムジェム（AWESOME GEM）、バルコラ（BARCOLA）、バザーズベイ（BUZZARDS BAY）、ダイアモンドストライプス（DIAMOND STRIPES）、フィッツフラッグ（FITZ FLAG）、ハローサンデー（HELLO SUNDAY）、ルイスマイケル（LEWIS MICHAEL）、マグナグラデュエイト（MAGNA GRADUATE）、ストーメロ（STORMELLO）、スチューデントカウンシル（STUDENT COUNCIL）、ティンバーリザーブ（TIMBER RESERVE）の11頭、イギリスからジャックサリヴァン（JACK SULLIVAN）とキャンディデート（KANDIDATE）の2頭、アイルランドからジョージワシントン（GEORGE WASHINGTON）の1頭、合計14頭の外国馬が予備登録を行い、11月1日にフィッツフラッグ、スチューデントカウンシル、ジャックサリヴァン、キャンディデートの4頭が招待を受諾したと発表されたが、11月7日にフィッツフラッグの関係者から喉の状態に異常があったため辞退が発表され、最終的には3頭が出走となり、第6回（2005年）以来2年ぶりに外国馬の出走ありで行われた。
11月11日に発表された最終登録時点では、出走可能頭数16頭に対し外国馬を除く23頭の特別登録があり、レーティング上位馬のシャドウゲイトは検疫中、シーキングザダイヤは別レースに出走、ピンクカメオは連闘を理由にレース前に回避を表明していた。尚、馬インフルエンザの影響で中止された開催の代替で3日間の連続開催に伴い、当初11月21日に出馬投票が行われ、出走馬及び枠順が発表される予定だったが、枠順は馬インフルエンザの検査を実施するために1日遅れの11月22日に発表され、前述の3頭とエリモハリアーの合計4頭が回避し、繰り上がりでワンダースピード、エイシンロンバード、フィールドルージュ、カフェオリンポスが出走となり、ウインカーディナル、ラッキーブレイク、サヨウナラ、フレンドシップ、ハイアーゲームの6頭が除外された。
馬券は11月23日より発売され、前日最終オッズ時点ではヴァーミリアンが3.7倍で1番人気、ドラゴンファイヤーが6.0倍で2番人気、スチューデントカウンシルが6.1倍で3番人気と続いた。11月24日の最終オッズでは、ヴァーミリアンが2.3倍で1番人気となった。

## 出走馬と枠順
天気：晴、馬場状態：良、発走時刻：15時20分
| 枠番 | 馬番 | 調教国・競走馬名         | 性齢  | 騎手           | オッズ        | 調教師     | レーティング |
| ---- | ---- | ------------------------ | ----- | -------------- | ------------- | ---------- | ------------ |
| 1    | 1    | サンライズバッカス       | 牡5   | 安藤勝己       | 17.8（7人）   | 音無秀孝   | 115M         |
| 1    | 2    | スチューデントカウンシル | 牡5   | R.ミグリオーレ | 7.2（3人）    | V.セリン   | 115I         |
| 2    | 3    | キャンディデート         | 牡5   | R.ムーア       | 82.8（13人）  | C.ブリテン | 110M（芝）   |
| 2    | 4    | フリオーソ               | 牡3   | 内田博幸       | 20.3（9人）   | 川島正行   | 111I         |
| 3    | 5    | カフェオリンポス         | 牡6   | 後藤浩輝       | 172.4（16人） | 松山康久   | 107I         |
| 3    | 6    | ワイルドワンダー         | 牡5   | 岩田康誠       | 18.5（8人）   | 久保田貴士 | 113M         |
| 4    | 7    | ヴァーミリアン           | 牡5   | 武豊           | 2.3（1人）    | 石坂正     | 117I         |
| 4    | 8    | メイショウトウコン       | 牡5   | 武幸四郎       | 9.5（4人）    | 安田伊佐夫 | 110M         |
| 5    | 9    | エイシンロンバード       | 牡5   | 福永祐一       | 80.2（12人）  | 小崎憲     | 107M         |
| 5    | 10   | ワンダースピード         | 牡5   | 小牧太         | 46.2（11人）  | 羽月友彦   | 106M・L      |
| 6    | 11   | フィールドルージュ       | 牡5   | 横山典弘       | 16.4（6人）   | 西園正都   | 110I         |
| 6    | 12   | ドラゴンファイヤー       | 牡3   | 田中勝春       | 5.6（2人）    | 久保田貴士 | 106I         |
| 7    | 13   | ブルーコンコルド         | 牡7   | 幸英明         | 26.5（10人）  | 服部利之   | 115M-I       |
| 7    | 14   | フサイチホウオー         | 牡3   | O.ペリエ       | 16.4（5人）   | 松田国英   | 113I（芝）   |
| 8    | 15   | ジャックサリヴァン       | せん6 | E.アハーン     | 123.4（15人） | G.バトラー | 103M         |
| 8    | 16   | ボンネビルレコード       | 牡5   | 柴田善臣       | 86.2（14人）  | 堀井雅広   | 113I         |

負担重量は4歳以上57kg、3歳55kg。

## レース結果

### レース展開
スタートし、逃げたのはエイシンロンバードで、それにキャンディデートやブルーコンコルド、フリオーソらが続いた。
そして4コーナーで馬群の外からヴァーミリアンが上位に進出し、最後の直線で先頭に立っていたフィールドルージュを捉え、1馬身1/4の差をつけ、ヴァーミリアンが優勝した。

### レース着順
| 着順 | 枠番 | 馬番 | 競走馬名                 | タイム | 着差     |
| ---- | ---- | ---- | ------------------------ | ------ | -------- |
| 1    | 4    | 7    | ヴァーミリアン           | 2:06.7 | レコード |
| 2    | 6    | 11   | フィールドルージュ       | 2:06.9 | 1馬身1/4 |
| 3    | 1    | 1    | サンライズバッカス       | 2:07.5 | 3馬身1/2 |
| 4    | 4    | 8    | メイショウトウコン       | 2:07.7 | 1馬身1/4 |
| 5    | 3    | 6    | ワイルドワンダー         | 2:07.7 | クビ     |
| 6    | 6    | 12   | ドラゴンファイヤー       | 2:07.9 | 1馬身1/4 |
| 7    | 7    | 13   | ブルーコンコルド         | 2:08.2 | 1馬身3/4 |
| 8    | 1    | 2    | スチューデントカウンシル | 2:08.6 | 2馬身1/2 |
| 9    | 5    | 10   | ワンダースピード         | 2:08.7 | クビ     |
| 10   | 2    | 4    | フリオーソ               | 2:09.1 | 2馬身1/2 |
| 11   | 7    | 14   | フサイチホウオー         | 2:11.6 | 大差     |
| 12   | 8    | 15   | ジャックサリヴァン       | 2:11.9 | 1馬身3/4 |
| 13   | 5    | 9    | エイシンロンバード       | 2:11.9 | クビ     |
| 14   | 8    | 16   | ボンネビルレコード       | 2:12.0 | クビ     |
| 15   | 2    | 3    | キャンディデート         | 2:12.4 | 2馬身1/2 |
| 16   | 3    | 5    | カフェオリンポス         | 2:14.0 | 10馬身   |

### データ
| 1000m通過タイム     | 59.0秒（エイシンロンバード） |
| 上がり4ハロン       | 49.3秒                       |
| 上がり3ハロン       | 37.0秒                       |
| 優勝馬上がり3ハロン | 37.0秒                       |

### 払戻
| 単勝   | 7      | 230円    |
| 複勝   | 7      | 130円    |
| 複勝   | 11     | 250円    |
| 複勝   | 1      | 420円    |
| 枠連   | 4-6    | 380円    |
| 馬連   | 7-11   | 1,350円  |
| 馬単   | 7-11   | 1,800円  |
| 3連複  | 1-7-11 | 4.400円  |
| 3連単  | 7-11-1 | 16,310円 |
| ワイド | 7-11   | 450円    |
| ワイド | 1-7    | 670円    |
| ワイド | 1-11   | 1,850円  |

## レース後
- 優勝騎手の武豊は、JRA重賞通算250勝、JRAGI通算60勝、ダートグレード競走GI（JpnIも含む）通算20勝という3つの節目の記録を達成した。
- 優勝調教師の石坂正は、同レース史上初の連覇を達成した
- 同レースは翌年から阪神競馬場・1800mに移転したため、2100mのJRA-GⅠはこのレースが最後となっている（2024年現在）

## その他
- 表彰式のプレゼンターは大桑マイミが務めた。